# جيمس ماكدونالد
جيمس ماكدونالد (17 سبتمبر 1906 في المملكة المتحدة - 8 مارس 1969 في المملكة المتحدة) (بالإنجليزية: James MacDonald)‏ هو لاعب كريكت بريطاني (وحمل سابقاً جنسية المملكة المتحدة لبريطانيا العظمى وأيرلندا). شارك مع منتخب أيرلندا للكريكت.

## وصلات خارجية
- جيمس ماكدونالد على موقع إي آس بي آن كريك إنفو (الإنجليزية)